# Una buena receta
Burnt (en Hispanoamérica: Una buena receta) es una película Drama y Comedia anglo-estadounidense estrenada en 2015, fue dirigida por John Wells y escrita por Steven Knight, en la historia de Michael Kalesniko. La película es protagonizada por Bradley Cooper, Sienna Miller, Omar Sy, Daniel Brühl, Matthew Rhys, Riccardo Scamarcio, Alicia Vikander, Uma Thurman y Emma Thompson. Fue estrenada el 30 de octubre de 2015 por The Weinstein Company.

## Argumento
3 años antes, Adam Jones (Bradley Cooper) trabajó en uno de los restaurantes de primera clase en París, propiedad de su mentor Jean-Luc, pero su consumo de drogas y alcohol, desarrollado por la gran presión a sí mismo por lograr la perfección, le hicieron terminar con su carrera, el restaurante donde trabajaba y arrastrando las carreras de sus amigos con él. 
Adam desaparece perdiéndose en sus vicios, luego en solitario logra salir y se condena a sí mismo a desbullar un millón de ostras en un restaurante de Nueva Orleans. Cuando Adam logra terminar su castigo viaja a Londres con un plan para recuperar su antigua gloria e ir por su tercera estrella Michelin.
Después de llegar a Londres, Adam comienza a buscar a sus viejos colegas, empezando por el ex maître d'hôtel de Jean-Luc, Tony Balerdi (Daniel Brühl) que ahora maneja el hotel de su padre. Al llegar, Adam quiere hacerse cargo del restaurante del hotel, pero Tony no confía en él dado que escuchó algunos rumores de Adam, sobre todo porque no asistió para el funeral de Jean-Luc, algo que Adam desconocía y siente profundo remordimiento por la forma en que decepcionó a su mentor. Luego Adam visita a su amigo Conti (Henry Goodman) en su restaurante, en donde conoce a la sous-chef de Conti, Helene Sweeney (Sienna Miller), pero ella no le da importancia y lo califica como un presumido. Luego Adam le insiste a ella que trabaje para el pero Helene rechaza la oferta. 
Luego, Adam se encuentra con Michel (Omar Sy), otro de los amigos de Jean-Luc, con el cual había trabajado con Adam y se fue del equipo para abrir su propio restaurante. Adam, en ese momento se sintió profundamente traicionado y en venganza le puso ratas en la cocina de Michel y llamó a los inspectores de salud, lo que provocó el cierre del restaurante de Michel. Luego de su reencuentro, Michel perdona a Adam y se ofrece a trabajar para él. 
Más tarde, Adam visita un restaurante llamado Reece, dirigido por Montgomery Reece (Matthew Rhys), con quien tiene una competición de larga data, pero Reece no le perdona a Adam lo sucedido en París. Días después, Adam también quiere emplear a Max (Riccardo Scamarcio), otro protegido de Jean-Luc, después de que el salga de prisión. Entre tanto, la reaparición de Adam en Europa llama la atención de un traficante de drogas llamado Bonesis, que quiere cobrarle a él una vieja deuda.
Rato después, Tony echa a Adam del hotel donde estaba hospedado, por lo que Adam encuentra un cocinero nuevo llamado David (Sam Keeley), el cual se une al equipo de trabajo de Adam y deja que el se quede en su apartamento.
Al día siguiente, Adam contacta a una afamada crítica culinaria llamada Simone Forth (Uma Thurman) y le pide cenar en el hotel de Tony. Ese día, Tony iba saliendo del hotel cuando ve llegar a Simone por lo que se devuelve a la cocina y ve que todo lo que tiene para brindarle a Simone sería un fracaso, pero Adam aparece en la cocina y le pide a Tony por la oportunidad de probarse y el, a regañadientes, acepta que Adam maneje el restaurante. Al final del día, la crítica de Simone resulta buena y Tony y su padre están de acuerdo para renovar la cocina de su hotel y contratar a Adam como el nuevo chef con la condición de que Adam deba someterse a terapia con la psiquiatra de Tony, la Doctora Rosshalde (Emma Thompson). Adam acepta los seguimientos semanales, pero no acepta asistir a terapia grupal concentrándose en la inauguración de su restaurante en el hotel Langhams. 
De otro lado, el equipo de Adam está listo con la salida de Max de la cárcel y Conti despide a Helene con la intención de que se sume al equipo de trabajo con Adam. Helene llega bajo una fuerte lluvia a la cocina del hotel, donde increpa a Adam por provocar su despido y el le ofrece el triple del sueldo que Conti le pagaba, a lo que ella acepta a regañadientes. La noche de inauguración del restaurante de Adam se convierte en un desastre de tal manera que Adam cierra temprano el lugar. Esa noche, Adam se enfurece con todo el mundo, en especial con Helene, humillándola delante de sus compañeros, provocando que ella renuncie esa misma noche.
Al día siguiente, Adam asiste a un programa de televisión para generar interés del público en el restaurante. Luego, un crítico culinario del periódico Times llamado Emile llega para comer en Langhams, resultando exitosa la visita ya que la opinión del crítico es favorable y califica al restaurante como uno de los nuevos lugares de Londres para ir a comer. Cuando el socio de Reece lee la crítica en el periódico, ve que Reece destruye todo su restaurante debido a que invirtió todos sus ahorros en el. Rato más tarde, Tony visita a Helene y trata de convencerla para volver a Langhams ofreciendole el doble de su salario y luego le comenta a ella que Adam se crio en un hogar infeliz, que estuvo viviendo con varios familiares y que siempre ha sido volátil pero brillante, a lo que Helene acepta y Adam la trata con más respeto. Luego, su relación sigue mejorando cuando Adam hornea un pastel de cumpleaños para Lily (Lexie Benbow-Hart) la hija de Helene. 
Una vez que Langhams se ha establecido, Tony y Adam siguen buscando la estrella Michelin. Mientras tanto, Adam continúa con su problema con el traficante de drogas y con sus visitas con la doctora Rosshalde cumpliendo con su terapia, pero sigue sin asistir a terapia grupal y sin aceptar el daño que le hace su obsesión. Durante la cita médica, la psiquiatra le cuenta que Tony está enamorado de él.
Días más tarde, cuando Adam es invitado a la reinauguración del restaurante de Reece, le pide a Helene que lo acompañe. Al llegar, Adam y Reece logran ser civilizados, pero el ve frustrada su noche cuando aparece Anne Marie (Alicia Vikander) la hija de Jean-Luc, quien tiempo atrás era su novia. Adam se sorprende cuando Anne Marie le trata con amabilidad, especialmente desde que la abandonó 3 años atrás y no asistió al funeral de su padre contándole que también logró rehabilitarse y quiere entregarle a Adam los cuchillos de cocina de su difunto padre que le pidió le entregara antes de fallecer. Esa noche, Adam sale de la fiesta sin rumbo fijo y Helene lo encuentra en un mercado pesquero. Allí, Adam le cuenta a ella que caminó toda la noche pensando acerca de lo que salió mal en París y que Jean-Luc era más que una figura paterna, y él mismo se convirtió en Chef gracias a él. 
A la mañana siguiente, Adam y Helene comparten su primer beso antes de entrar a la cocina del restaurante, pero los matones de Bonesis han regresado y Adam se va con ellos. Tony le dice a Helene que las visitas y amenazas de Bonesis hacia Adam eran frecuentes. Al anochecer, Helene descubre a Adam golpeado y tirado en la entrada de la cocina, por ende, Tony y Helene quieren llevarlo al hospital, pero antes, llegan dos supuestos críticos de Michelin que han venido a Langhams a evaluarlo, por lo que todo el restaurante entra en un frenesí, y Adam apenas lo aguanta por la golpiza que le habían propinado. Después de despachar las órdenes pedidas por los críticos el pedido es devuelto porque su sopa era demasiado picante. Michel, que había asegurado a Adam haber comprobado la sopa, confiesa haberle agregado pimienta de cayena, en venganza por lo que Adam le hizo en París y de paso, Michel se va del restaurante. 
Esa noche, Adam camina por las calles de Londres subiendo a la orilla de un puente y parece que considera saltar pero en vez de lanzarse del puente, arroja su libreta al río.
Posteriormente, Adam llega a la cocina del restaurante de Reece muy ebrio y actuando muy incoherente en la cocina. Allí, se coloca una bolsa plástica sobre su cabeza tratando de suicidarse por lo que Reece desgarra la bolsa para evitar que Adam se mate, y cuando este cae al piso lo acuna en sus brazos. A la mañana siguiente, Adam despierta en la cocina de Reece y este le dice mientras desayunaban que él sabe que Adam es mejor cocinero que él y que todavía aprecia el trabajo de Adam, ya que lo empuja a seguir experimentando e innovando.
Ese día, Adam visita a la Doctora Rosshalde y asiste a su primera sesión de terapia grupal. Cuando regresa a la cocina, se entera de que Anne Marie pagó la deuda con el traficante de drogas y antes de irse, ella le entrega los cuchillos de su padre y de paso le cuenta que esa deuda también era de ella. Luego, Tony y Helene encuentran a Adam en la habitación del hotel y comparten la noticia de que los dos hombres que vinieron la noche anterior no eran los críticos oficiales de Michelin, aunque se comportaron exactamente como ellos, y que resultaron ser unos vendedores de software de Birmingham, además de que fueron contratados por Michel. Adam, al enterarse de la noticia, besa a Tony de la alegría y visiblemente sorprendido, Tony deja a Helene con Adam a solas para asegurarse de que no cometa otra locura y para curar las heridas de la golpiza que le propinaron antes. 
Finalmente, Adam cambia la forma en que dirige la cocina. Él escucha más a Helene y Max, y se apoya más en David. Cuando los críticos reales de Michelin llegan a Langhams, decide tratarlos a ellos como lo harían con cualquier cliente del restaurante, logrando servir una comida excelente. Después de la visita de Michelin, ellos finalmente reciben su tercera estrella. Al final, Adam comparte un almuerzo con su equipo de cocina después de su jornada de trabajo.

## Reparto
- Bradley Cooper como Adam Jones.
- Sienna Miller como Helene Sweeney.
- Omar Sy como Michel.
- Daniel Brühl como Tony.
- Matthew Rhys como Montgomery Reece.
- Alicia Vikander como Anne Marie.
- Uma Thurman como Simone Forth.
- Emma Thompson como Dr. Rosshilde
- Lily James como Sara.
- Riccardo Scamarcio como Max.
- Henry Goodman como Conti.
- Lexie Benbow-Hart como Lily.
- Sarah Greene como Kaitlin.
- Sam Kelley como David.

## Producción

### Desarrollo
En 2013, John Wells fue elegido para dirigir la película que finalmente se tituló Burnt. Bradley Cooper firmó para interpretar al exchef de París, Adam Jones, en mayo de 2013. Un año más tarde Sienna Miller se sumó como actriz principal, también se agregaron al reparto los actores Omar Sy, Jamie Dornan, Emma Thompson, Daniel Brühl, Alicia Vikander y Lily James. Más tarde, la aparición de Jamie Dornan fue retirada debido a los recortes y ajustes en la historia, el papel de Lily James es un cameo. Jamie Dornan tendría el papel del exmarido del personaje de Sienna Miller, el director dijo que "el papel de Jamie era un pequeño cameo que tuvo la amabilidad de hacer por nosotros y era parte del trasfondo del personaje de Sienna Miller (...) decidimos centrarnos en la historia de la redención de Adam Jones". Se ha confirmado que su escena será incluida en la sección de características especiales del DVD.
La película originalmente fue titulada como Chef, y retitulada como Adam Jones el 24 de julio de 2014, para evitar confusiones con la película dirigida por Jon Favreau, Chef. Uma Thurman fue convocada para el film alrededor de este tiempo.
Hasta el 28 de julio de 2014, The Weinstein Company llamaba al proyecto "Película sin título de John Wells", hasta que pudieran decidir sobre un título mejor. El 7 de agosto de 2014, el actor Matthew Rhys fue sumado al elenco, su papel sería el cocinero rival de Adam Jones, Reece. El 29 de julio de 2015, la película fue titulada finalmente como Burnt.

### Filmando
El rodaje de la película comenzó el 23 de julio de 2014, en Nueva Orleans, Luisiana, la filmación en este lugar duró dos días y luego la producción se trasladó a Londres.

## Posproducción
El 2 de octubre de 2014, Nick Moore estaba listo para iniciar el trabajo de edición de las películas. Durante la edición de la película, las escenas de Jamie Dornan fueron cortadas de la versión final.

## Promoción
El primer cartel, fue publicado el 7 de agosto de 2015. Bradley Cooper presentó un adelanto de la película en The Today Show el 10 de agosto de 2015.
The Weinstein Company lanzó oficialmente el tráiler el 14 de agosto de 2015, y el 21 de septiembre de 2015, fue lanzado el primer tráiler internacional. El 28 de septiembre de 2015, se lanzó el primer tráiler de larga duración para la película. Por último, el 29 de octubre de 2015, se lanzó en línea un en el que aparece Vikander y Cooper.

## Estreno
La película originalmente estaba planificada para ser estrenada el 2 de octubre de 2015, pero en julio de 2015, The Weinstein Company atrasó la fecha de estreno y lo fijó para el 23 de octubre de 2015.
Luego, el plan de The Weinstein Company era hacer un estreno limitado el 23 de octubre de 2015, y luego un gran lanzamiento el 30 de octubre de 2015. Sin embargo, se cancelaron todos los planes del lanzamiento limitado, y la película fue estrenada en Estados Unidos el 30 de octubre de 2015.

## Recepción

### Recaudación
Taquilla
Hasta el 29 de diciembre de 2015, Burnt ha recaudado $ 13.6 millones en Estados Unidos y $ 21,6 millones en otros territorios, para un total mundial de $ 35,2 millones, frente a un presupuesto de $ 20 millones.
La película se estrenó el 30 de octubre de 2015, junto con "Our Brand Is Crisis" y "Scouts Guide to the Zombie Apocalypse". En su primer fin de semana, que se proyectó la película recaudó $ 7-9 millones de dólares de 3.003 salas de cine. Sin embargo, solo terminó ganando en total $ 5 millones, terminando en sexto lugar en la taquilla, y marcando el segundo abridor de bajo rendimiento directamente a Cooper, siguiendo Aloha (apertura $ 9.7 millones a su presupuesto de $ 37 millones).

### Crítica
Burnt recibió revisiones mixtas de los críticos, elogiaron la actuación de Cooper, pero ridiculizaron el guion y la narración. En Rotten Tomatoes, la película tiene una calificación de 28%, basado en 116 comentarios, con una calificación promedio de 4.9 / 10. El consenso crítico del sitio dice, "Burnt ofrece unas cucharadas de teatro culinario convincente, pero se han perdido en un gulash acuosa dominada por un personaje principal desagradable y clichés exageradas". En Metacritic, la película tiene una puntuación de 42 sobre 100, basado en 28 críticos, indicando "revisiones mixtas o medianas". En CinemaScore, las audiencias dieron la película un grado mediano de "B–" en una escala de +A a F.